# Anisacanthus trilobus
Anisacanthus trilobus es una especie de planta perteneciente a la familia de las acantáceas, originaria de la vegetación de Caatinga y Cerrado de Brasil.

## Taxonomía
Anisacanthus trilobus fue descrita por Gustav Lindau y publicado en Notizblatt des Botanischen Gartens und Museums zu Berlin-Dahlem 6: 196. 1914.
Etimología
Anisacanthus: nombre genérico que deriva de las palabras griegas: ανισος (anisos), que significa "desigual", y ακανθος (acanthos), que significa "aguijón, espina".
trilobus: epíteto latino que significa "con tres lóbulos".